# Hôtel d'Assy
Pour les articles homonymes, voir Assy.
L'hôtel d’Assy ou hôtel  Marin de la Chataigneraie est un hôtel particulier  situé 58 bis rue des Francs-Bourgeois dans le 3e arrondissement de Paris construit  en 1642, inscrit monument historique en 1993.

## Histoire
La parcelle sur laquelle fut bâti l’hôtel était située sur le domaine de Bureau de la Rivière conseiller de Charles V qui fut lotie vers 1531 et acquise par Jacques Amelot, président au Parlement.
Denis Marin de la Chataigneraie, intendant des finances acquiert ce premier hôtel qu’il fait reconstruire en 1642 par Pierre Le Muet. L’hôtel est acquis par Louis Guillaume de Chavaudon qui fait construire de 1731 à 1733 l’aile nord qui donne sur jardin.
Jean-Claude Geoffroy d’Assy, caissier de la Recette générale, en était propriétaire en 1787. Il établit pour Jean-Baptiste Joseph Delambre, précepteur de ses enfants, futur astronome élève de Lalande, un observatoire sur le toit de l’hôtel. Après la mort d’Assy, guillotiné en 1794, Delambre garda la jouissance de l’observatoire où il effectua les calculs pour la définition du mètre. L’observatoire fut détruit en 1910.
L’hôtel est acheté par l’État en 1845 pour les archives du royaume. Jules Michelet, chef de la section historique des Archives de 1830 à 1852, y eut son bureau au deuxième étage de 1851 à 1852.

## Description
L’hôtel entre cour et jardin abrite un salon de style rocaille avec des dessus-de-portes figurant des oiseaux exotiques. Un escalier dont les volées sont portées sur des demi-voûtes est établi à l’angle des deux ailes. Sa rampe en fer forgé aux motifs évoquant de gros balustres date de la fin du règne de Louis XIII. 

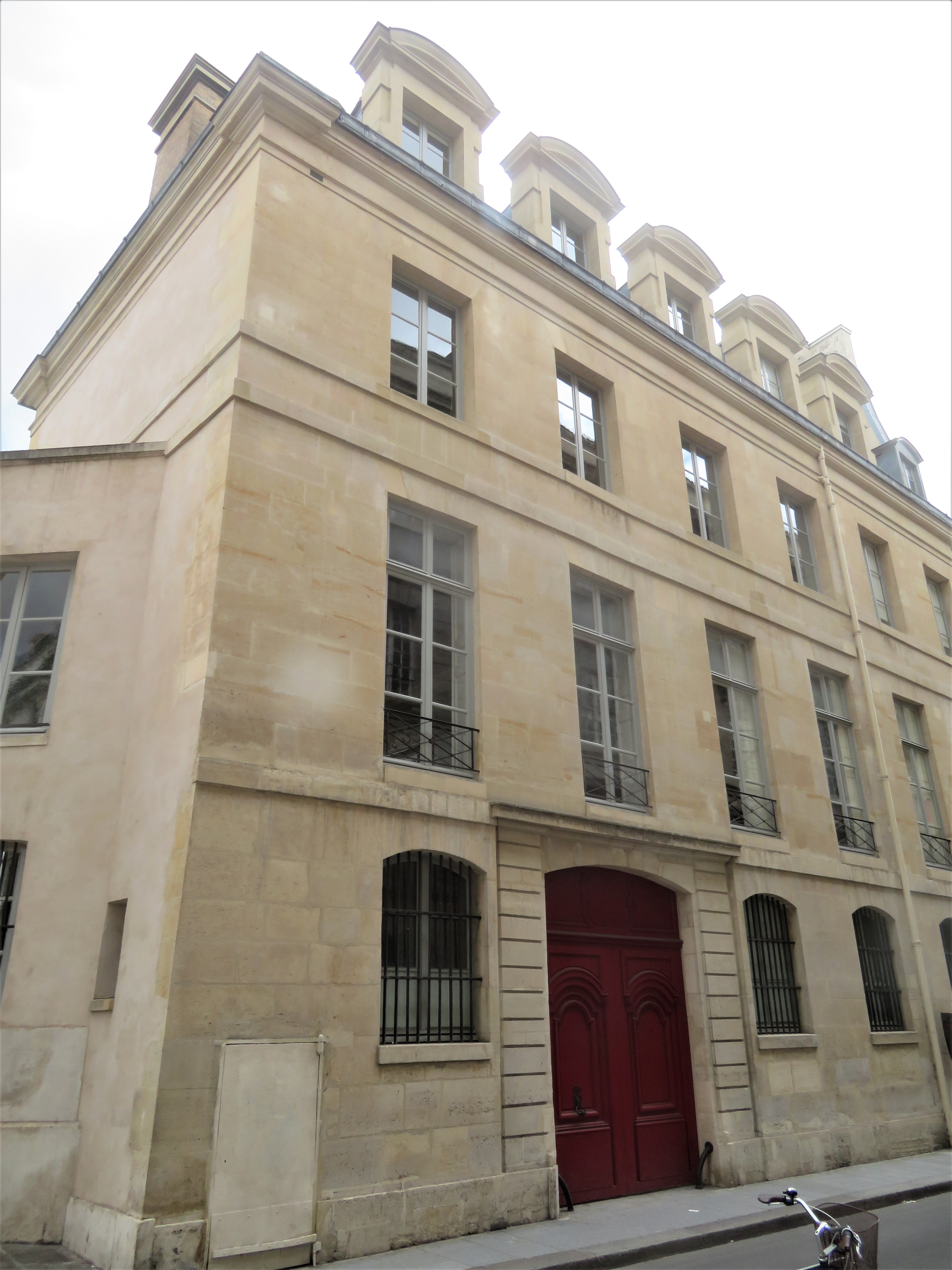
Façade sur rue
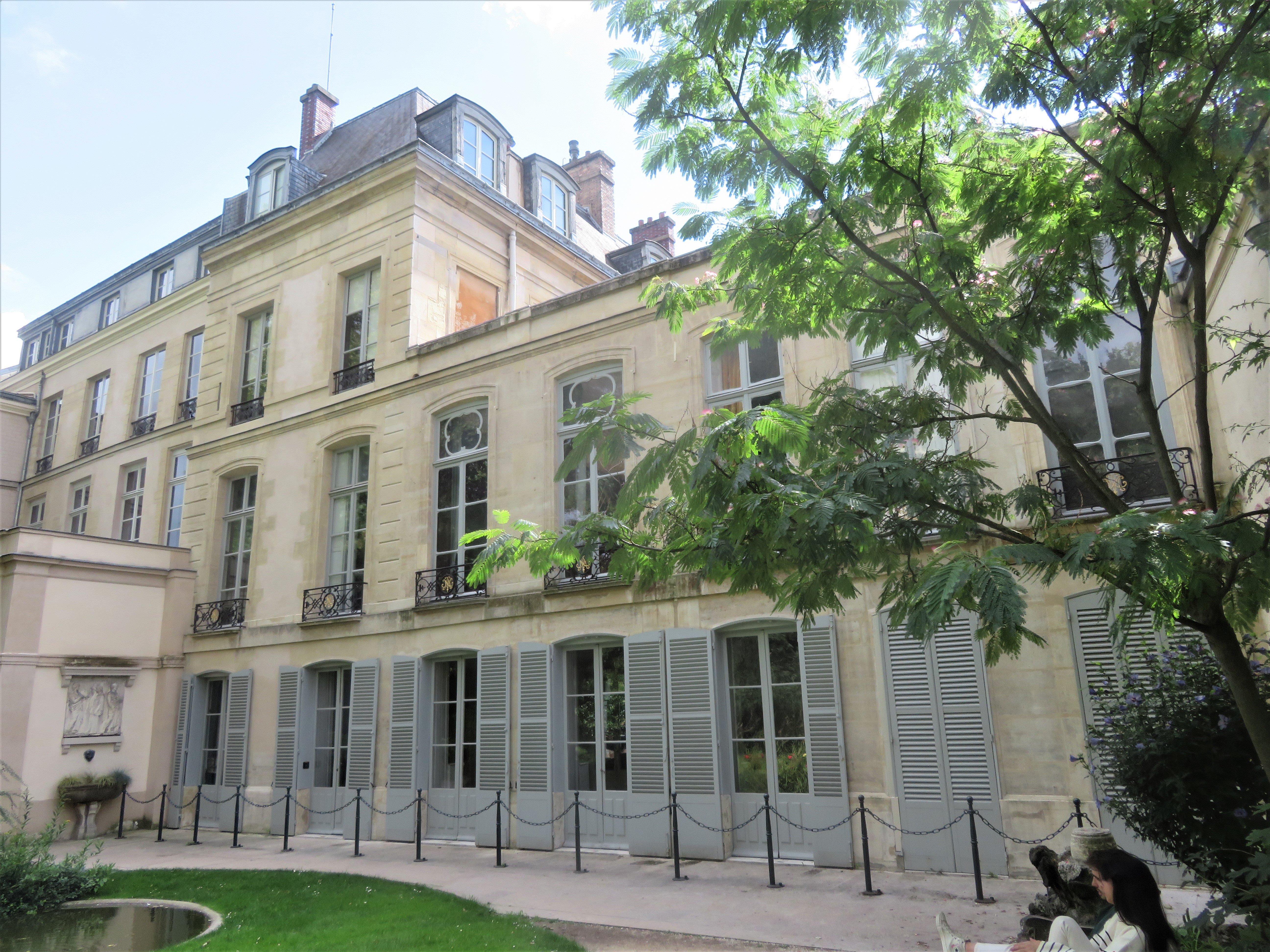
Façade sur jardin